# Ланфрен-ланфра
«Ланфрен-ланфра» (другое название — «Голубка») — песня из фильма «Гардемарины, вперёд!» (1987), где её исполняет кавалер де Брильи (Михаил Боярский). По его словам, во Франции эту песню женихи поют своим невестам. Автор текста, Юрий Ряшенцев, ещё до того получивший признание как автор песен к фильму «Д’Артаньян и три мушкетёра» (1978), выпустил сборник стихов под тем же названием.

О романсе «Голубка» в интервью рассказал Юрий Ряшенцев: 
«Она была написана по просьбе Миши Боярского. Ему хотелось сыграть последнюю любовь стареющего д’Артаньяна, спеть прощальную песенку мушкетёра, попавшего в русские снега. А знаменитое „ланфрен-ланфра“ — это ничего не значащая абракадабра, часто используемая в старинных французских песнях. То же самое, что и „ой-лю-ли“ — в русских».
Рефрен «Ланфрен-ланфра» не имеет перевода, однако действительно встречается, например, в старофранцузской песне «La belle» («Красавица»), изданной впервые в Париже в 1600 году (переиздана в Руане в 1602, Пуатье в 1607 и т. д.)
8 марта 2009 года песня зазвучала в эфирах радиостанций не в исполнении Михаила Боярского: впервые за более чем двадцатилетнюю историю песни её авторы, Виктор Лебедев и Юрий Ряшенцев, доверили её исполнение другому исполнителю: певцу Максу Лоренсу.